# 辽源矿工墓
日伪统治时期辽源煤矿死难矿工墓，亦称辽源万人坑，位于中国吉林省辽源市西安区安家街，为一个全国重点文物保护单位，类型为近现代重要史迹及代表性建筑，公布时间为2013年5月。该文物保护单位由辽源矿工墓文物馆管理。
日伪统治时期辽源煤矿死难矿工墓的历史年代为1931-1945年。